# Justin Bonaventure Morard de Galles
 (novembre 2012).
Justin-Bonaventure Morard de Galles, issu d'une famille noble du Dauphiné, né à Goncelin (Isère) le 30 mars 1741 et mort à Guéret le 23 juillet 1809, est un amiral français.
Son frère aîné Charles Morard de La Bayette de Galles est général de division sous la Révolution.

## Biographie

### La Guerre de Sept Ans comme formation
Fils d’un capitaine d’infanterie, issu d’une famille du Dauphiné dont l’origine remonte à la fin du XIe siècle, il est d'abord dans les gendarmes de la maison du roi à l'âge de 11 ans. Il rejoint la marine en 1757 comme garde de la marine sur le brick l’Écureuil. Il est ensuite sur la frégate Fleur de Lys de l'escadre d'Amérique. Sur la frégate l’Hermine, il participe à deux combats mais l’Hermine fait naufrage en décembre 1761. Il est alors garde du pavillon titre donné à l'élite des gardes de la marine. Il sert ensuite sur le vaisseau le Sceptre puis sur la flûte la Christine. 

### Chasse aux pirates sous de Grasse
En 1765, il est sur la frégate l’Héroïne et fait la chasse aux pirates barbaresques en Méditerranée sous les ordres de De Grasse. Enseigne de vaisseau, sur le vaisseau l’Etna, il participe au bombardement de Larache sur la côte atlantique du Maroc. Il reçoit mission de faire sauter l'un des corsaires qui s'était réfugié sous la protection des batteries de la côte. Favorisé par une nuit obscure, il aborde le navire ennemi, et attache lui-même à l'un de ses flancs la chemise soufrée : une explosion terrible annonce, une demi-heure après, la réussite de cette audacieuse entreprise.
Il sert ensuite sur la Lunette puis sur la flûte la Normande ; il navigue jusqu'à Madagascar puis à l'île de France. Il sert ensuite sur différents bâtiments croisant sur les côtes d'Afrique et aux Antilles. Il sert ensuite sur le Roland  de l'escadre d'évolution du comte du Chaffault.

### La guerre d'Amérique dans l'océan Indien

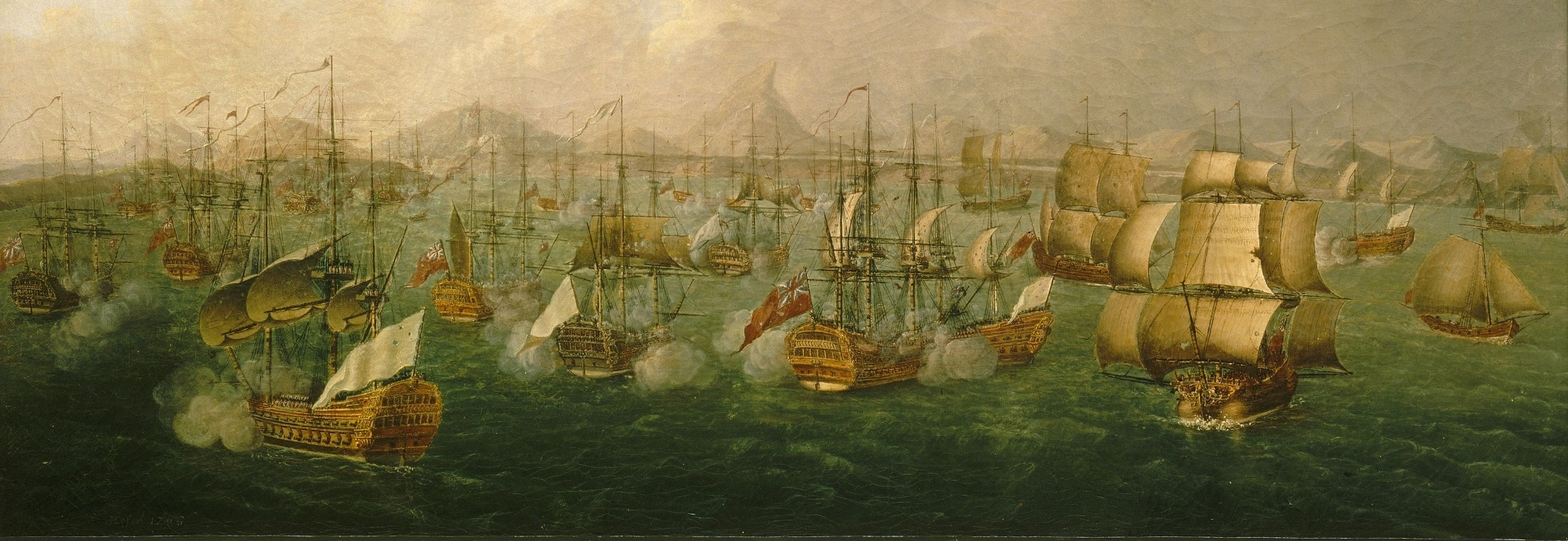
Bataille de Porto Praya, le 16 avril 1781. Morard de Galles combat sur l’Annibal et réussit à sauver le navire dont le commandant a été tué. On peut aussi examiner le tableau de P.-J. Gilbert.

Nommé lieutenant de vaisseau en 1777, il est fait chevalier de Saint Louis début 1778. Il sert sous le comte d'Orvilliers et participe au combat d'Ouessant à bord du vaisseau Ville de Paris. Puis, sur l’Orient, il participe à la prise d'un corsaire. Sur la Couronne, il participe aux trois combats livrés par sous Guichen à la flotte de l'amiral Rodney, dans les Antilles, les 17 avril, 15 et 19 mai 1780. Morard de Galles est initié à la franc-maçonnerie à Brest dans les années 1780.
Il est second sur l’Annibal dans l'escadre de Suffren en 1781. Lors du combat de la Praya, le 16 août 1781, la flotte française rencontre sur les côtes du Sénégal une flotte anglaise que Suffren n'hésite pas à attaquer, quoiqu'il lui soit inférieur en forces. Dès le commencement de l'action, l’Annibal (74 canons) se trouve entouré par cinq bâtiments ennemis, et se trouve accablé sous les coups car son capitaine, Trémoignon, qui ne croyait pas que Suffren oserait attaquer dans les eaux neutres portugaises, n'a pas fait son branle-bas de combat. Trémoignon, est tué, la cuisse emportée par un boulet de canon. Morard, blessé lui-même, prend néanmoins le commandement et parvient, après une lutte sanglante, à se dégager alors que son vaisseau démâte. Suffren, sur le Héros (74), le prend en remorque et sa belle conduite lui vaut d'être promu immédiatement capitaine de vaisseau. Suffren lui confie officiellement le commandement de l’Annibal. Il commande un moment la frégate la Pourvoyeuse puis de nouveau l’Annibal. Il participe à quatre combats : 17 février, 13 avril, 6 juillet et 3 septembre 1782. Il est blessé trois fois lors de cette dernière bataille. Pour soigner ses blessures mais surtout dégoûté par le caractère impossible de Suffren qui finit par indisposer la plupart de ses capitaines y compris les plus disciplinés comme Morard, il démissionne de la flotte et part à l'île de France. Regrettant après coup son geste, il demande à reprendre du service et réintègre l'escadre en décembre 1782 sur l’Argonaute. Il participe en 1783 aux combats de Gondelour puis commande le Vengeur. Le 22 décembre 1783, il épouse, à Port-Louis sur l’île Maurice, Louise Marie Victoire Henriette Fayd'herbe de Maudave. Il rentre en France en 1784. Probablement mal vu comme tous ceux qui ont eu des problèmes avec Suffren, il demeure sans emploi jusqu'en 1792. Il profite de cette longue période civile pour s'établir à l'île de France à partir de 1787.

## La Révolution

### Un aristocrate premier amiral de la Révolution française
Revenu en France en 1790, il fait partie de la promotion du 1er janvier 1792 qui s'efforce désespérément de combler les vides laissés par l'émigration de la plupart des officiers du « Grand Corps ». Il est contre-amiral. Écartant toute idée de défection, il commande une division en rade de Brest. 
Mais les désertions se poursuivent dans le corps des officiers de marine et la République le nomme vice-amiral en janvier 1793 : il reçoit le commandement de l'Armée navale du Ponant avec pavillon sur le Républicain à la déclaration de guerre avec l'Angleterre. C'est donc un aristocrate de vieille souche qui reçoit le premier commandement naval de la République. Il reçoit l'ordre de se tenir en croisière entre Groix et Belle-Isle, afin, d'assurer la rentrée des navires du commerce dans les ports français surpris par la déclaration de guerre. La marine de Brest est en agitation permanente depuis plusieurs années, nombre de capitaines nommés à la hâte sont incompétents, les équipages font plus de politique que de navigation et le désordre à son comble. Une bonne partie des vaisseaux se mutinent et imposent à leurs capitaines le retour à Brest. La première opération de la flotte républicaine est une pantalonnade : Morard n'a plus aucune illusion. Mais les envoyés du Comité de salut public, en particulier Jeanbon Saint André, ne peuvent attribuer un tel fiasco qu'à la trahison d'un aristocrate et Morard est emprisonné. Il ne sera libéré qu'après le 9 Thermidor an II (27/07/1794).

### L‘échec  de l'expédition d'Irlande
Em l'an V (1796), Hoche prépare l'expédition d'Irlande et est en conflit permanent avec Villaret-Joyeuse qui a succédé à Morard au commandement de la flotte de Brest. Villaret qui ne croit pas à cette opération est révoqué, en même temps que Vence, par le ministre, le vice-amiral Truguet. Hoche voudrait que le commandement de la partie navale de la campagne soit confiée à Latouche-Tréville mais le ministre qui a gardé quelques rancunes à l'encontre de son ancien subordonné de la campagne de Sardaigne en 1792 préfère faire de nouveau appel à Morard. Mais par suite de ses blessures anciennes et d'une santé déjà chancelante et mise à rude épreuve par sa captivité sous la Terreur, Morard n'est plus tout à fait le même homme ; il est affaibli et fatigué.
Discipliné, il se consacre toutefois à sa tâche et conduit l'expédition. Un règlement de 1794 impose aux amiraux de se porter en campagne sur une frégate et non un vaisseau de ligne. Dans la tempête (la campagne a lieu au pire moment de l'hiver), la frégate la Fraternité portant l'amiral et le général en chef est séparée du reste de la flotte. Poursuivie par des bâtiments britanniques, elle doit pousser assez loin en Atlantique. Quand enfin elle atteint la baie de Bantry, le reste de la flotte et de l'armée, sous le commandement intérimaire des peu audacieux Bouvet de Précourt pour la marine et Grouchy pour les forces terrestres, n'a pas osé débarquer et a repris le chemin de Brest. Un vaisseau (les Droits de l'Homme) et plusieurs frégates sont perdus. C'est une nouvelle déconvenue bien qu'elle ait été due aux règlements de Jeanbon Saint André et aux ordres de prendre la mer dans une saison très défavorable et non à une faute quelconque de Morard.  

## Le Consulat et Premier Empire

### Un notable respecté

Blason de Morard de Galles.

Il est en disgrâce pendant le reste du Directoire mais le Consulat le nomme membre du Sénat conservateur à la formation de ce corps le 4 nivôse an VIII. Il est promu dans la Légion d'honneur dès sa création le 9 prairial an X. Il promu par l'Empereur au cordon de grand officier de cet Ordre (25 prairial an X). Il prend la tête de la Sénatorerie du Limousin (située à Guéret) par décret impérial du 2 prairial an XII. Il reçoit le titre de comte de l'Empire en 1808.
L'amiral Morard de Galles meurt à Guéret le 23 juillet 1809 d'une apoplexie séreuse. Il fut inhumé à Guéret avec tous les honneurs dus à son rang. Le conseil municipal de Guéret vota l'érection d'un monument sur son tombeau.

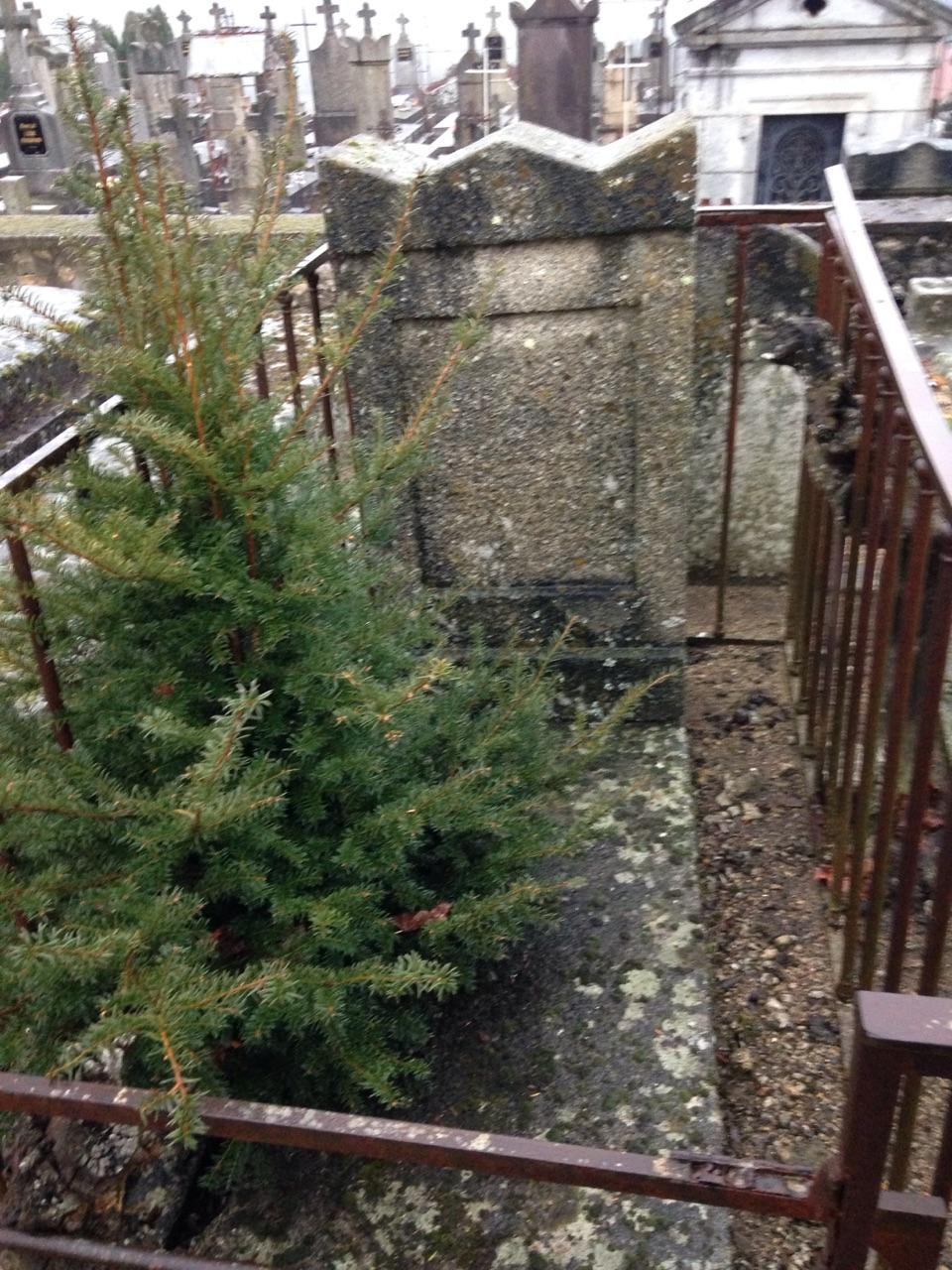
Sépulture de Morard de Galles, cimetière municipal de Guéret.

Il avait épousé une des filles de Louis Laurent de Fayd'herbe, comte de Maudave. Ensemble, ils eurent une fille unique, Marie Émilie ( † 13 septembre 1844 - Chénelette) qui épousa en 1802 le comte Anglès.

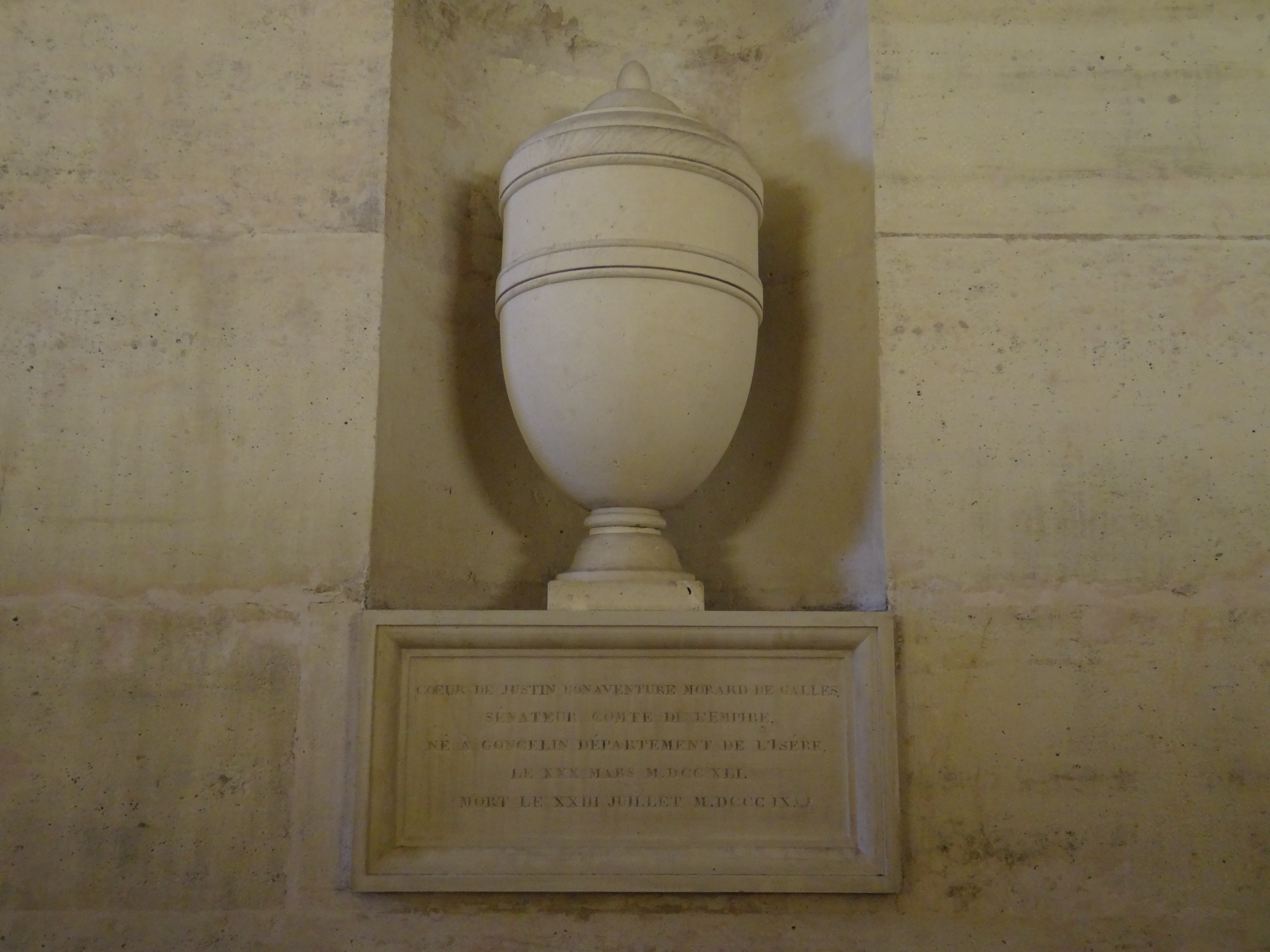
L'urne contenant le cœur de Justin Bonaventure Morard de Galles au Panthéon.

Son cœur repose au Panthéon de Paris.

### Sources et bibliographie
- « Justin Bonaventure Morard de Galles », dans Charles Mullié, Biographie des célébrités militaires des armées de terre et de mer de 1789 à 1850, 1852 [détail de l’édition]
- Amédée Carriat, article "Morard de Galles" dans Dictionnaire biographique des auteurs du pays creusois, 5ème fascicule; Guéret, 1968, p.365
- Joseph Paquet, La résidence à Guéret du sénateur titulaire de la Sénatorerie de Limoges, dans Société des sciences naturelles, archéologiques et historiques de la Creuse, Tome 20, 1916, p.99-129
- Théodore Maurice, Discours prononcé sur la tombe de M. le Sénateur Morard de Galles, dans Calendrier ecclésiastique et militaire de la Sénatorerie de Limoges, 1810, p.128-134
- Georges Six, Dictionnaire biographique des généraux et amiraux française de la Révolution et de l'Empire, Paris, Georges Saffroy Éditeur, 1934
- François Caron, La guerre incomprise : le mythe de Suffren, Paris, SHM, 1996
- Georges Reboul-Berlioz, Le vice-amiral Morard de Galles : Gentilhomme de Dauphiné, Paris, 2003
- E Chevalier, Histoire de la marine française sous la Première République, Paris, Librairie L. Hachette et Cie, 1886
- Ernest Harold Jenkins, Histoire de la marine française, Londres, Paris, McDonald and Jane's, Albin Michel, 1977 (1re éd. 1973)
- Service Historique de l’Armée de Terre – Fort de Vincennes – Dossier S.H.A.M. CC7 ALPHA 1 803, Dossier S.H.A.T. Côte : 26 Yd 79.
- « Cote LH/1925/26 », base Léonore, ministère français de la Culture